# Johann Martin Guttenberger
Johann Martin Guttenberger (* um 1769 in Heidelberg; † 15. September 1821 in Frankfurt am Main) war ein Kaufmann und Politiker der Freien Stadt Frankfurt.
Guttenberger war Handelsmann und Spezereiwarenhändler in der Fahrgasse in Frankfurt am Main. Von 1816 bis 1820 war er Mitglied der Frankfurter Handelskammer. 1817 gehörte er dem Gesetzgebenden Körper der Freien Stadt Frankfurt an.